# Petar Lin
Petar Lin je bio nogometaš tijekom druge polovice 20-ih i prve polovice 30-ih godina. 
Igrao je u Hajduku i dugo vremena bio prvotimac. Nakon uspješnih kvalifikacija RNK Splita 1933. i plasmana u Nacionalnu ligu bivše države Lin (zajedno s još jednim igračem Hajduka - Radovnikovićem) odmah nakon Nove godine 1934. prelazi u redove novog splitskog prvoligaša.